# إدوارد ويليام (مجدف)
إدوارد ويليام (بالإنجليزية: Edward Hale)‏ هو مجدف أسترالي، ولد في 23 أغسطس 1947.

## وصلات خارجية
- إدوارد ويليام على موقع الاتحاد الدولي للتجديف (الإنجليزية)
- إدوارد ويليام على موقع اللجنة الأولمبية الدولية (الإنجليزية)
- إدوارد ويليام على موقع أوليمبيديا (الإنجليزية)